# Insel Air
Insel Air (Eigenschreibweise InselAir) war eine Fluggesellschaft mit Sitz in Willemstad in Curaçao und Basis auf dem Flughafen Curaçao. Sie stellte im Februar 2019 den Flugbetrieb ein.

## Geschichte
Insel Air war eine private Initiative von verschiedenen Geschäfts- und Finanzinstitutionen, die der Meinung waren, dass die (damaligen) Niederländischen Antillen eine eigene Fluggesellschaft für regionale Flüge zu vertretbaren Preisen brauche. Sie wurde schließlich 1993 gegründet, der Flugbetrieb begann jedoch erst im August 2006 mit einer Embraer 110-P1 Bandeirante mit täglichen Flügen von Curaçao auf die Nachbarinsel Aruba. Danach folgten Flüge zur anderen Nachbarinsel Bonaire. Seit Januar 2007 verbindet Insel Air die nördlichen und östlichen Inseln über Sint Maarten.
Eine im Januar 2017 durch die Transportsicherheitsbehörde des Königreichs der Niederlande (Inspectie Leefomgeving en Transport) durchgeführte Untersuchung offenbarte Mängel sowohl bei Insel Air als auch deren Tochtergesellschaft Insel Air Aruba sowie bei den Luftfahrtbehörden von Curaçao und Aruba. 
Als Folge dürfen eine Reihe von Flugzeugen beider Gesellschaften auf unbestimmte Zeit nicht mehr starten. Insel Air reduzierte daraufhin ihre Flugziele, die vormals auch Flugziele in den USA und Südamerika umfasst hatten, auf die ABC-Inseln sowie Sint Maarten und entließ 250 der ursprünglich 550 Mitarbeiter. Das Codeshareabkommen mit KLM Royal Dutch Airlines wurde von KLM gekündigt. Ein Zahlungsaufschub, der zunächst bis zum 9. Juni 2017 galt und gerichtlich bis August 2018 verlängert wurde, gibt der Gesellschaft Zeit, sich neu aufzustellen.

## Flotte
Mit Stand Dezember 2018 bestand die Flotte der Insel Air aus vier Flugzeugen. Im Februar 2019 war nur noch eine Fokker 50 einsatzbereit.

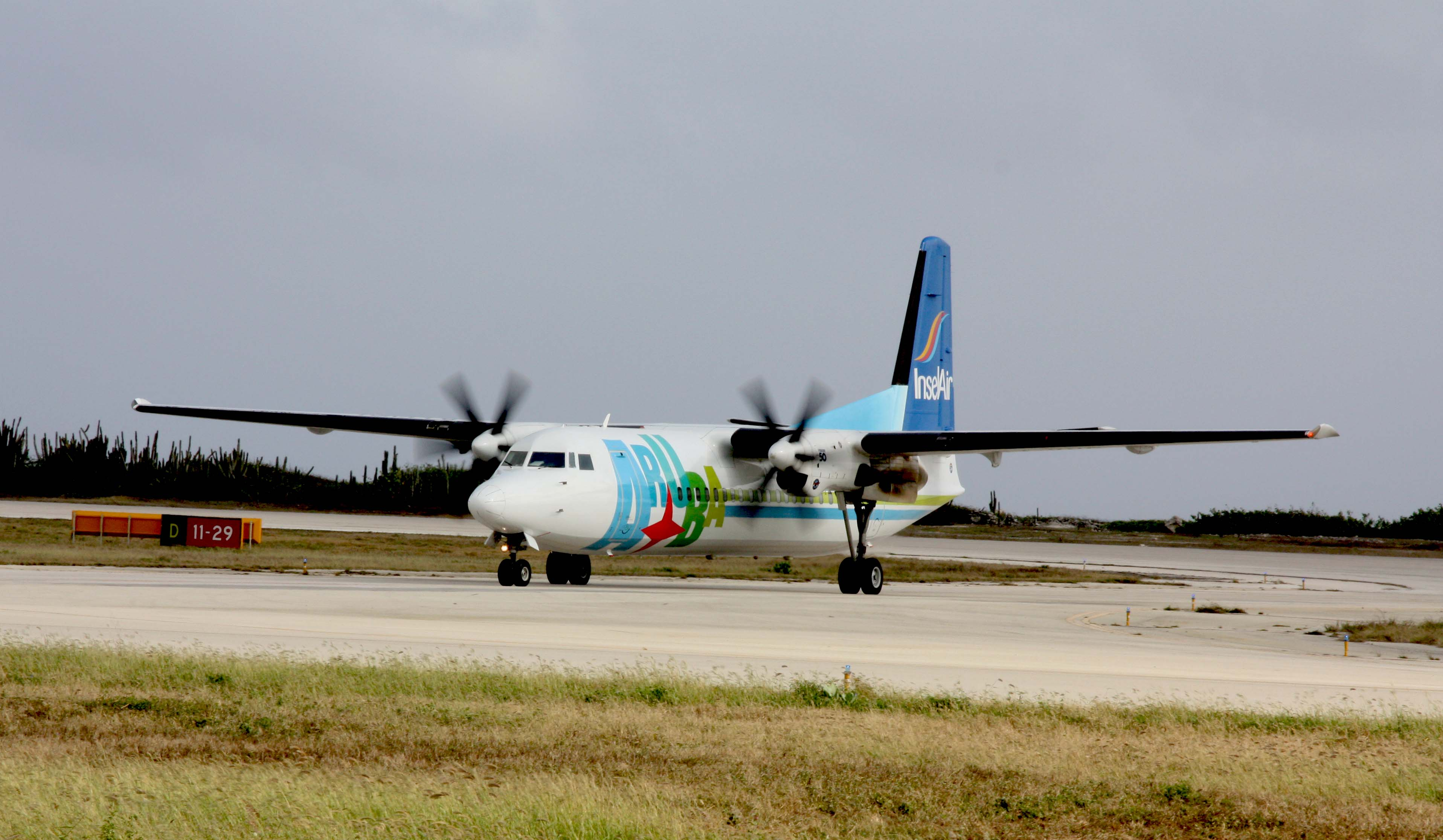
Fokker 50 der Insel Air

| Flugzeugtyp | Anzahl | bestellt | Luftfahrzeugkennzeichen | Anmerkungen                        | Sitzplätze |
| ----------- | ------ | -------- | ----------------------- | ---------------------------------- | ---------- |
| Fokker 50   | 3      |          | PJ-KVM                  |                                    | 50         |
| Fokker 50   | 3      | PJ-KVN   | inaktiv (Standort: SXM) |                                    | 50         |
| Fokker 50   | 3      | PJ-KVO   | inaktiv (Standort: CUR) |                                    | 50         |
| Embraer 190 | 1      |          |                         | betrieben von Conviasa (Wet-Lease) | 104        |
| Gesamt      | 4      | –        |                         |                                    |            |